# Julian McMahon
Julian Dana William McMahon (27. července 1968 Sydney, Austrálie – 2. července 2025 Clearwater, Florida, USA) byl australský herec nominovaný na Zlatý glóbus, nejlépe známý díky rolím v seriálech Čarodějky a Plastická chirurgie s. r. o..

## Životopis
Narodil se v Sydney jako druhý ze tří dětí australského politika a budoucího premiéra Williama McMahona a jeho ženy Sonii. Měl starší sestru Melindu a mladší Deborah. Vystudoval právo na Sydneyské univerzitě a ekonomii na Univerzitě ve Wollongongu. To ho ale nebavilo, a tak se začal úspěšně živit modelingem.
Díky úspěšné kariéře v modelingu se prosadil také jako herec. Začínal v australské soap opeře Home and Away. Jeho první role v USA byla v seriálu Another World. V letech 1996-2000 hrál jednu z hlavních rolí - agenta Johna Granta - v seriálu Případ pro Sam. Poté začal hrát postavu Colea Turnera v seriálu Čarodějky. Po Čarodějkách začal hrát hlavní roli plastického chirurga Christiana Troye v seriálu Plastická chirurgie s. r. o., díky kterému byl nominovaný na Zlatý glóbus. Jeho nejznámějšími filmy jsou Fantastická čtyřka a její pokračování a film se Sandrou Bullock Předtucha. Byl také jedním z možných kandidátů na roli Jamese Bonda v Casino Royale, ale roli nakonec získal Daniel Craig.

## Osobní život
V letech 1994–1995 byl ženatý s australskou zpěvačkou Dannii Minogue, podruhé v letech 1999-2001 s americkou herečkou Brooke Burns, se kterou má dceru Madison Elizabeth. V roce 2014 se oženil s Kelly Paniaguou. 
Zemřel poklidně doma ve středu 2. července 2025 po boji s rakovinou.

## Filmografie

### Film
| Rok  | Název                              | Role                        | Poznámky               |
| ---- | ---------------------------------- | --------------------------- | ---------------------- |
| 1992 | Wet and Wild Summer!               | Mick Dooley                 |                        |
| 1997 | Magenta                            | Michael Walsh               |                        |
| 1998 | In Quiet Night                     | Hayes                       |                        |
| 2000 | Otevřené oči                       | George                      |                        |
| 2004 | Meet Market                        | Hutch                       | také výkonný producent |
| 2005 | Fantastická čtyřka                 | Victor von Doom/Doctor Doom |                        |
| 2007 | Předtucha                          | Jim Hanson                  |                        |
| 2007 | Prisoner                           | Derek Plato                 |                        |
| 2007 | Fantastická čtyřka a Silver Surfer | Victor von Doom/Doctor Doom |                        |
| 2010 | Red                                | Robert Stanton              |                        |
| 2011 | Tváře v davu                       | Sam Kerrest                 |                        |
| 2012 | Žraločí invaze                     | Doyle                       |                        |
| 2012 | Nezahrávej si s ohněm              | Robert                      |                        |
| 2013 | Špionáž                            | Miles Meechum               |                        |
| 2014 | To nejsi Ty                        | Liam                        |                        |
| 2018 | Swinging safari                    | Rick Jones                  |                        |
| 2018 | Monster Party                      | Patrick Dawson              |                        |

### Televize
| Rok       | Název                                   | Role                    | Poznámky                                                    |
| --------- | --------------------------------------- | ----------------------- | ----------------------------------------------------------- |
| 1989      | The Power, the Passion                  | Kane Edmons             |                                                             |
| 1990–1991 | Home and Away                           | Ben Lucini              | hlavní role, 145 dílů                                       |
| 1992      | G.P.                                    | Constable Colin Carmody | díl: „Beat It“                                              |
| 1993      | Another World                           | Ian Rain                | 6 dílů                                                      |
| 1996–2000 | Případ pro Sam                          | detektiv John Grant     | hlavní role, 82 dílů                                        |
| 1998      | Will a Grace                            | Muž                     | díl: „Will versus vůle“                                     |
| 2000–2005 | Čarodějky                               | Cole Turner             | hlavní role (3.–5. řada), hostující role (7. řada), 47 dílů |
| 2001      | Jiný den                                | David                   | TV film                                                     |
| 2003–2010 | Plastická chirurgie s. r. o.            | Christian Troy          | hlavní role, 100 dílů                                       |
| 2008      | Robot Chicken                           | Dr. Doom / Newscaster   | díl: „Monstourage“                                          |
| 2012      | Rogue                                   | Kevin Lear              | TV film                                                     |
| 2013      | Full Circle                             | Stanley Murphy          | 3 díly                                                      |
| 2015      | Childhood's End                         | Rupert Boyce            | díl: „The Deceivers“                                        |
| 2016      | Lovci                                   | McCarthy                | 6 dílů                                                      |
| 2016      | Dirk Gently's Holistic Detective Agency | Zackariah Webb          | 3 díly                                                      |
| 2017–2018 | Runaways                                | Jonah                   | hlavní role (2. řada), vedlejší role (1. řada)              |
| 2019      | FBI                                     | Jess LaCroix            | díl: „Most Wanted“                                          |
| 2020–2022 | FBI: Most Wanted                        | Jess LaCroix            | hlavní role                                                 |

### Videohry
| Rok  | Název              | Role                        | Poznámky |
| ---- | ------------------ | --------------------------- | -------- |
| 2005 | Fantastická čtyřka | Victor von Doom/Doctor Doom |          |